# Tépe
Tépe is een plaats (község) en gemeente in het Hongaarse comitaat Hajdú-Bihar. Tépe telt 1172 inwoners (2001).